# غاري بينيت (لاعب كرة قدم)
غاري بينيت (بالإنجليزية: Gary Bennett)‏ (20 سبتمبر 1963 في المملكة المتحدة - ) هو لاعب كرة قدم بريطاني في مركز الهجوم. لعب مع بريستون نورث إيند ونادي ترانمير روفرز لكرة القدم ونادي ريكسهام ونادي ساوثيند يونايتد وويغان أتلتيك ونادي تشستر سيتي وSkelmersdale United F.C. ‏ ونوزلي يونايتد ‏.

## وصلات خارجية
- غاري بينيت على موقع قاعدة بيانات كرة القدم.إي يو (الإنجليزية)
- غاري بينيت على موقع Soccerbase.com (لاعب) (الإنجليزية)